# Gare de Kitahama
La gare de Kitahama (北浜駅, Kitahama-eki) est une gare ferroviaire de la ville d'Osaka au Japon. Elle est située dans l'arrondissement de Chūō. La gare est gérée par la compagnie Keihan et le métro d'Osaka.

## Situation ferroviaire
La gare de Kitahama est située au PK 0,5 de la ligne principale Keihan et au PK 2,3 de la ligne de métro Sakaisuji.

## Histoire
La gare est inaugurée le 16 avril 1963. Le métro y arrive le 6 décembre 1969.

## Service des voyageurs

### Accès et accueil
Gare souterraine, elle dispose d'une salle d'échange avec guichet.

### Desserte

#### Keihan
- Ligne principale Keihan :

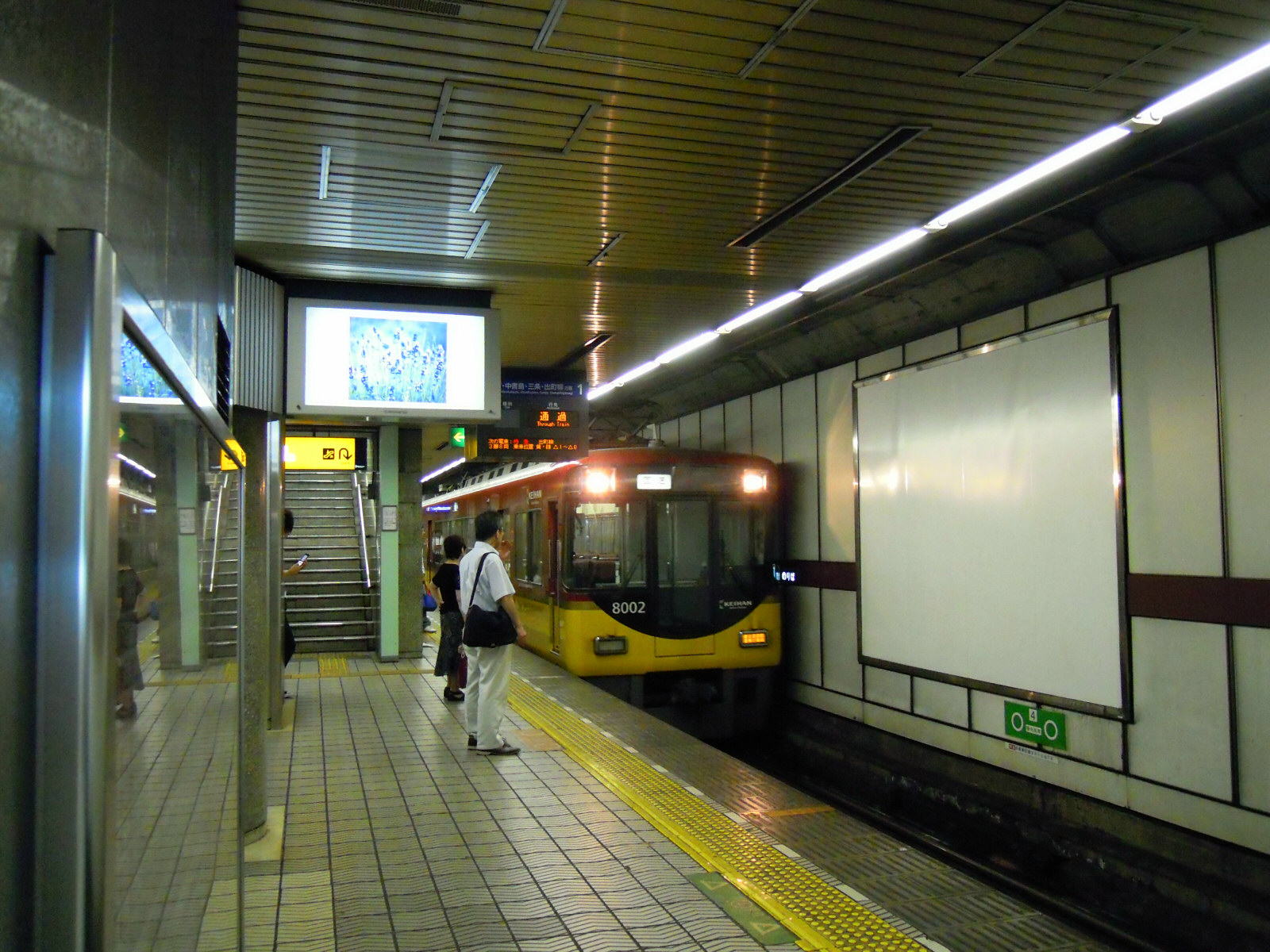
Quais de la gare Keihan

  - voie 1 : direction Hirakatashi et Sanjō (interconnexion avec la ligne Keihan Ōtō pour Demachiyanagi)
  - voie 2 : direction Yodoyabashi

#### Métro d'Osaka
- Ligne Sakaisuji :
  - voie 1 : direction Tengachaya
  - voie 2 : direction Tenjinbashisuji 6-chome (interconnexion avec la ligne Hankyu Kyoto pour Kyoto-Kawaramachi ou la ligne Hankyu Senri pour Kita-senri)

## Environs
- Ile de Nakanoshima
- Bibliothèque préfectorale de Nakanoshima
- Musée de la céramique orientale
- Bourse d'Osaka
- The Kitahama